# Университет Париж-Дофин
Университет Париж-Дофин (фр. Université Paris-Dauphine) — экономический университет,  в XVI муниципальном округе на западе Парижа, в здании бывшей штаб-квартиры НАТО.

## История
Университет основан в 1968 году в результате раздела старого Парижского университета на 13 независимых учебных заведений. С 1992 года Университет ведет совместные обучающие программы с Санкт-Петербургским государственным университетом экономики и финансов.
Профессор университета Пьер-Луи Лионс получил в 1994 году Филдсовскую премию.